# Alvediston
 (février 2022).
Alvediston est un village de 106 habitants dans le Wiltshire en Angleterre.